# Biomechatronika

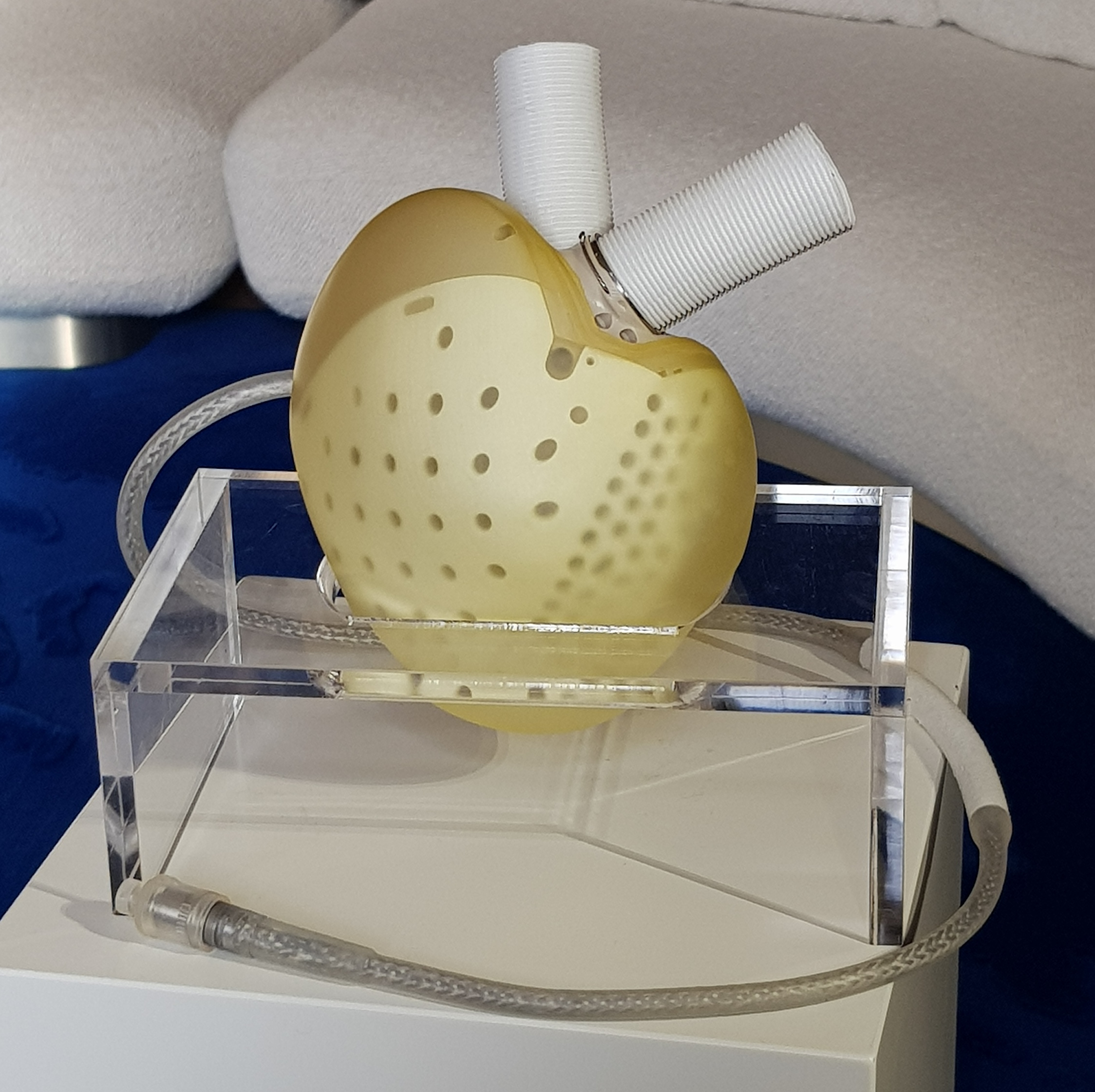
Sztuczne serce – przykład urządzenia biomechatronicznego

Biomechatronika – interdyscyplinarna dziedzina nauki, zajmująca się projektowaniem, produkowaniem i wykorzystywaniem rozwiązań mechatronicznych w biologii. Urządzenia biomechatroniczne mają szeroką gamę zastosowań – od wytwarzania protez kończyn, poprzez rozwiązania inżynieryjne związane ze zmysłem słuchu, wzroku, oddychaniem, układem krwionośnym czy układem nerwowym. Współczesna biomechatronika poszukuje rozwiązań pozwalających ludziom odzyskać lub poszerzyć możliwości kognitywne i fizyczne poprzez udoskonalanie systemów interfejsu mózg-maszyna i harmonizowanie systemów biologicznych z mechanicznymi czy elektronicznymi .